# Nicolau Tolentino de Almeida
Nicolao Tolentino de Almeida, född den 10 september 1740 i Lissabon, död där den 23 juni 1811, var en portugisisk skald. 
I sina satiriska dikter angrep han tidens fördärv och efterliknade Sá de Mirandas Redondilhas. En satir över den störtade ministern Pombal förskaffade honom ett ämbete som sekreterare i ett av ministerierna. Almeidas samlade verk utkom i Lissabon 1801 i 2 band; en ny upplaga av hans verk i 3 band utkom där 1861.